# Confusa e felice
Confusa e felice è il secondo album della cantautrice italiana Carmen Consoli, pubblicato nel 1997.

## Descrizione
Il disco prende il nome dalla canzone Confusa e felice, presentata al Festival di Sanremo 1997 ed eliminata dopo la prima serata. Il brano acquista però subito grande notorietà nelle radio e diventerà poi uno dei cavalli di battaglia dell'intera produzione dell'artista catanese.
Come il precedente disco, è prodotto da Francesco Virlinzi e arrangiato da Virlinzi, la stessa Consoli e Luciano Torani. Registrato da Torani al Waterbird Studio di Catania e mixato a Roma, il disco rappresenta il primo grande successo dell'artista, ottenendo il disco di platino per le oltre 130 000 copie vendute e debuttando alla posizione numero 6 nella classifica degli album più venduti.
Tra gli altri brani si fanno notare la trascinante Venere, ironico racconto sulla fine di una storia d'amore, la riflessiva La bellezza delle cose, la lunga Fino all'ultimo (una delle canzoni più amate dai fan) e due canzoni di carattere sociale: Per niente stanca, dedicata a un amico morto di AIDS e Un sorso in più, che affronta il tema dell'olocausto. Interessante anche la traccia Bonsai #2, cantata con le parole lette al contrario.
Una curiosità: Consoli avrebbe voluto intitolare il brano Diversi con il simbolo matematico "≠", ma non le è stato concesso dalla casa discografica. I tre singoli estratti non sono stati accompagnati da video musicali.
L'album è presente nella classifica dei 100 dischi italiani più belli di sempre secondo Rolling Stone Italia alla posizione numero 32.

## Tracce
Testi e musiche di Carmen Consoli.
1. Bonsai #1 – 1:05
2. Uguale a ieri – 3:59
3. Diversi – 3:54
4. Confusa e felice – 3:38
5. Fidarmi delle tue carezze – 3:33
6. Un sorso in più – 3:55
7. Venere – 3:51
8. Per niente stanca – 4:26
9. Fino all'ultimo – 5:04
10. Blunotte – 4:06
11. La bellezza delle cose – 4:04
12. Bonsai #2 – 1:01

## Formazione
- Carmen Consoli - voce, chitarra, mandolino
- Massimo Roccaforte - chitarra
- Enzo Ruggiero - basso
- Leif Searcy - batteria

Altri musicisti
- Alfredo Borzì - violoncello
- Vincenzo Mancuso - chitarra elettrica in Venere, Uguale a ieri
- Salvo Cantone - basso in Fino all'ultimo, Diversi
- Enzo Di Vita - batteria in Venere, Fino all'ultimo, Diversi
- Luciano Torani - percussioni, tamburello in Un sorso in più, Venere, Confusa e felice, Bonsai #1, Diversi
- Claudio Guidetti - tamburello, pianoforte, Fender Rhodes in Confusa e felice
- Riccardo Gerbino - percussioni in Per niente stanca
- Roberto Furzio - percussioni in Blunotte
- Toni Carbone - programmazione

## Classifiche
| Classifica | Posizione |
| ---------- | --------- |
| Italia     | 6         |